# Kokalos
Kokalos (altgriechisch Κώκαλος Kṓkalos) ist in der griechischen Mythologie König der Sikanen auf Sizilien. 
Laut Iustinus erlangte Kokalos nach dem Aussterben der Kyklopen die Herrschaft über Sizilien.
Er gewährte dem Daidalos nach dessen Flucht von Kreta auf seiner Insel freundlich Unterschlupf. Daidalos errichtete als Dank die Burganlage von Kamikos, das Kokalos zu seiner neuen Hauptstadt auserwählt hatte, und andere prächtige Bauwerke. Als der kretische König Minos Daidalos nach Sizilien verfolgte, wandte Kokalos eine List an: Er nahm Minos freundlich auf, ließ ihn dann aber im Bad von seinen Töchtern töten – je nach Überlieferung mit kochendem Wasser oder siedendem Pech. Die Töchter waren Daidalos aufgrund seiner Kunstfertigkeit besonders zugewandt.